# Comédie-ballet
Comédie-ballet (Komediballet) är ett sceniskt verk med talad dialog samt balett- och sånginlagor. Dans- och musikgenren som tillkom på Ludvig XIV:s initiativ i samarbete mellan Molière och Jean-Baptiste Lully. Det första exemplet inom genren anses vara Les Fâcheux med text av Molière och musik av Pierre Beauchamp, som framfördes för kungen 1661.